# Norbert Schimmel
Norbert Schimmel (* 2. September 1904 in Berlin; † 16. Februar 1990 in Longboat Key, Florida, USA) war ein deutsch-amerikanischer Kunstsammler, der insbesondere durch seine Sammlung antiker Artefakte internationale Bekanntheit erlangte.

## Leben

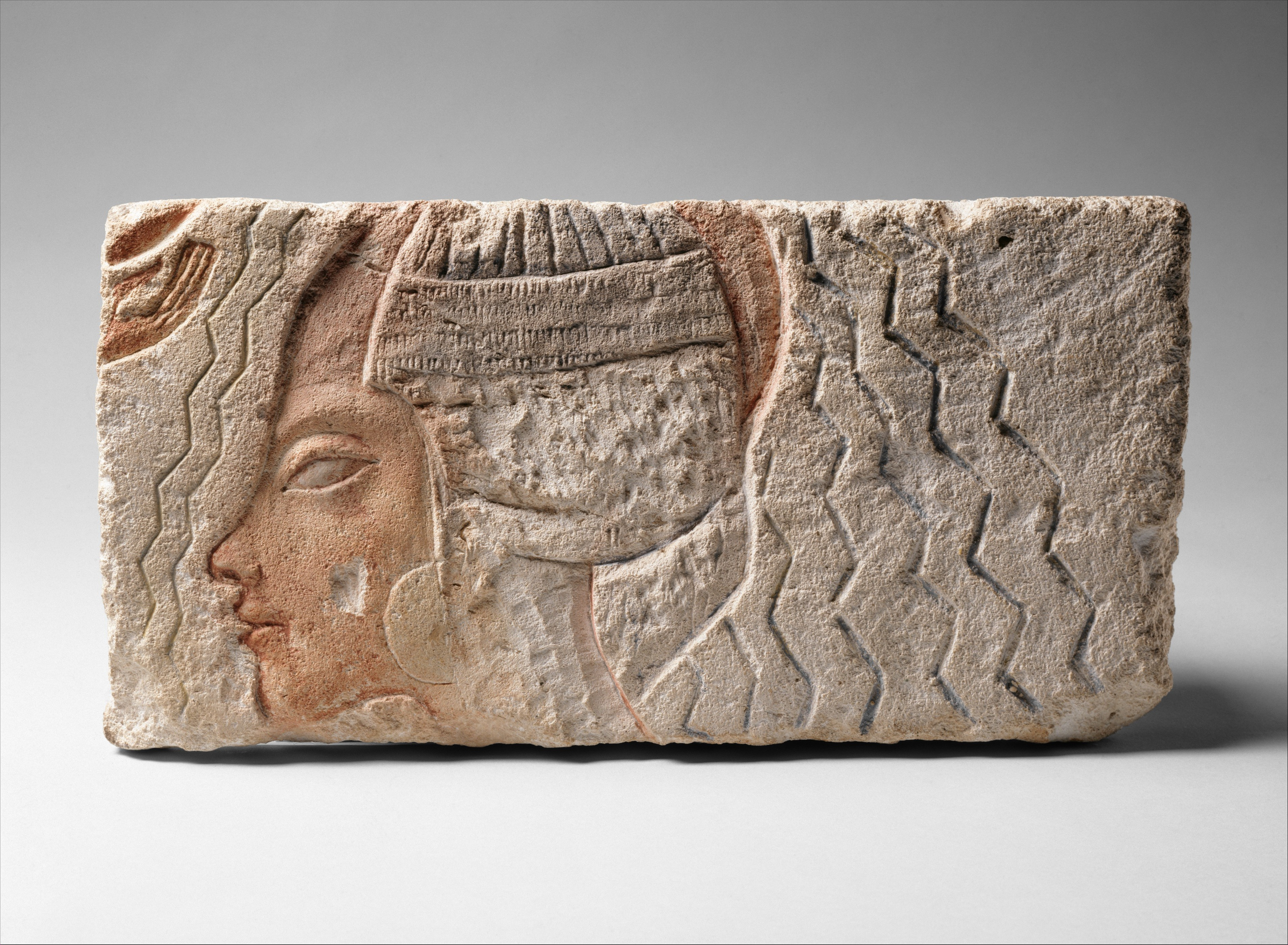
Eines der ägyptischen Kalksteinreliefs, die Norbert Schimmel 1985 dem Metropolitan Museum of Art schenkte

Norbert Schimmel wurde 1904 in Berlin geboren. Aufgrund seiner jüdischen Herkunft war er in der Zeit des Nationalsozialismus Verfolgung und Diskriminierung ausgesetzt. Wie viele andere deutsche Juden musste er Deutschland verlassen, um der NS-Verfolgung zu entkommen. Er emigrierte 1938 in die Vereinigten Staaten, wo er sich mit seinem New Yorker Unternehmen „New Hermes Engraving Machine Corporation“ erfolgreich als Hersteller von Graviermaschinen etablieren konnte.
Zunächst sammelte Norbert Schimmel zeitgenössische Drucke, wandte sich dann aber aufgrund seines Geschichtsinteresses antiker Kunst zu. Ab 1949 erwarb er entsprechende Objekte. Seine Sammlungsstücke wurden international in verschiedenen Museen ausgestellt. So zeigte 1975 das Metropolitan Museum of Art 300 Werke aus seiner Sammlung. Schimmel war langjähriger Trustee dieses Museums. Häufig schenkte er Museen wertvolle Kunstobjekte, so spendete er 1985 dem Met 25 Kalksteinreliefs aus der Amarna-Zeit, die dort in einer speziellen Galerie ausgestellt wurden. 1960 gründete er die Schimmel Foundation, die unter anderem Bibliotheken und Studentenhilfswerke unterstützte.
Schimmel lebte viele Jahre in Great Neck auf Long Island. 1981 verkaufte er sein Unternehmen und zog nach Florida. 1990 starb er im Alter von 85 Jahren an einer Lungenentzündung in seinem Zuhause in Longboat Key. Er hinterließ einen Sohn. Seine Ehefrau war bereits 1983 verstorben.

## Die Norbert-Schimmel-Sammlung (Norbert Schimmel Collection)
Seine Sammlung, die unter dem Namen Norbert-Schimmel-Sammlung bekannt ist, umfasst bedeutende Objekte aus dem Alten Orient, darunter das berühmte Hirschrhyton, ein silbernes Tiergefäß aus Anatolien, das auf das 15. bis 13. Jahrhundert v. Chr. datiert wird. Die Sammlung Schimmels enthält zahlreiche Kultobjekte, die in religiösen Zeremonien Verwendung fanden. Besonders hervorzuheben ist das Hirschhornrhyton, das eine Verehrungsszene zweier Gottheiten zeigt. Es handelt sich um ein silbernes Gefäß in Form eines liegenden Hirsches mit hieroglyphenluwischen Inschriften. Die dargestellten Gottheiten – ein Schutzgott der Flur und die Göttin Ala – sind durch ikonografische Merkmale und Inschriften identifizierbar.
Schimmel trug mit seiner Sammlung wesentlich zur Erforschung und Bewahrung altorientalischer Kunst bei. Seine Objekte wurden in internationalen Ausstellungen gezeigt (1978/79 in Berlin, Hamburg, München) und sind heute Teil bedeutender musealer Sammlungen, insbesondere des Metropolitan Museum of Art in New York, das 1989 einen großen Teil als Schenkung erhielt. Weitere Teile der Sammlung gelangten in das Israel Museum in Jerusalem sowie an das Arthur M. Sackler Museum der Harvard Art Museums.
Der Rest der Sammlung wurden nach seinem Tod Ende 1992 versteigert.